# تأتر العضل
التَأتُّر العَضَلي (بالإنجليزية: Myotonia)‏ هو عرض لحفنة صغيرة من الاضطرابات العصبية والعضلية التي تتميز بتأخر الاسترخاء (الانقباض المطول) للعضلات الهيكلية بعد الانقباض الإرادي أو التحفيز الكهربائي.
التوتر العضلي هو العَرَض المحدد للعديد من اعتلال القنوات، مثل تأتر العضل الخلقي، وداء التشنج العضلي التوتري الخلقي، وحثل التأتر العضلي.

## الأسباب
قد يظهر التأتر العضلي في الأمراض التالية لأسباب مختلفة تتعلق بالقنوات الأيونية في غشاء ألياف العضلات والهيكل العظمي (غشاء الليف العضلي). [بحاجة لمصدر]
- حثل التأتر العضلي
- تأتر العضل الخلقي
- داء التشنج العضلي التوتري الخلقي
- تأتر العضل الناتج عن تفاقم البوتاسيوم
- شلل فرط بوتاسيوم الدم الدوري
- شلل نقص بوتاسيوم الدم الدوري
- التقلص العضلي الموجي